# Discografia de Phil Collins
Este anexo lista a discografia de Phil Collins, um músico britânico de rock e pop.

## Álbuns de estúdio
| Ano                                                                       | Detalhes do álbum | Melhores Posições | Melhores Posições | Melhores Posições | Melhores Posições | Melhores Posições | Melhores Posições | Melhores Posições | Melhores Posições | Melhores Posições | Melhores Posições | Certificações                                                                           |
| Ano                                                                       | Detalhes do álbum | RU                | EUA               | CAN               | AUS               | AUT               | ALE               | HOL               | NOR               | SUE               | SUI               | Certificações                                                                           |
| ------------------------------------------------------------------------- | --- | ----------------- | ----------------- | ----------------- | ----------------- | ----------------- | ----------------- | ----------------- | ----------------- | ----------------- | ----------------- | --------------------------------------------------------------------------------------- |
| 1981                                                                      | Face Value - Lançamento: 9 de Fevereiro de 1981 - Gravadora: Atlantic Records,Virgin Records - Formato: CD,LP,Cassete             | 1                 | 7                 | 1                 | 2                 | 3                 | 2                 | -                 | 5                 | 1                 | -                 | - 5× Platina - Platina - Diamante - 7× Ouro - 2× Platina - 2× Platina - 5× Platina      |
| 1982                                                                      | Hello, I Must Be Going! - Lançamento: 1 de Novembro de 1982 - Gravadora: Atlantic Records,Virgin Records - Formato: LP,CD,Cassete | 2                 | 8                 | 1                 | 15                | -                 | 6                 | -                 | 4                 | 7                 | -                 | - 3× Platina - Ouro - 2× Platina - Ouro - Platina - 3× Platina                          |
| 1985                                                                      | No Jacket Required - Lançamento: 25 de Janeiro de 1985 - Gravadora: Atlantic Records,Virgin Records - Formato: LP,CD,Cassete      | 1                 | 1                 | 1                 | 1                 | 11                | 1                 | -                 | 1                 | 1                 | 1                 | - 6× Platina - Platina - Diamante - 3× Platina - Platina - 2× Platina - 12× Platina     |
| 1989                                                                      | ...But Seriously - Lançamento: 7 de Novembro de 1989 - Gravadora: Atlantic Records,Virgin Records - Formato: LP,CD,Cassete        | 1                 | 1                 | 1                 | 1                 | 1                 | 1                 | 1                 | 1                 | 1                 | 1                 | - 8× Platina - 2× Platina - 7× Platina - 6× Platina - Platina - 5× Platina - 4× Platina |
| 1993                                                                      | Both Sides - Lançamento: 9 de Novembro de 1993 - Gravadora: Atlantic Records,Virgin Records - Formato: LP,CD,Cassete              | 1                 | 13                | 6                 | 8                 | 1                 | 1                 | 1                 | 1                 | 4                 | 6                 | - 2× Platina - Platina - 3× Platina - Platina - 2× Platina - Platina                    |
| 1996                                                                      | Dance into the Light - Lançamento: 22 de Outubro de 1996 - Gravadora: Atlantic Records - Formato: LP,CD,Cassete                   | 4                 | 23                | 10                | 8                 | 2                 | 1                 | 4                 | 12                | 2                 | 1                 | - Prata - Ouro - Platina - Platina - 2× Platina - Ouro                                  |
| 2002                                                                      | Testify - Lançamento: 11 de Novembro de 2002 - Gravadora: Atlantic Records - Formato: LP,CD,Cassete                               | 15                | 30                | -                 | -                 | 5                 | 3                 | 2                 | 14                | 4                 | 2                 | - Ouro - Ouro - 3× Ouro - Platina - Platina                                             |
| 2010                                                                      | Going Back - Lançamento: 13 de Setembro de 2010 - Gravadora: Atlantic Records - Formato: CD,Download Digital                      | 1                 | 34                | 3                 | 3                 | 3                 | 2                 | 1                 | 9                 | 3                 | 4                 | - Ouro - Ouro - Platina - Ouro - Ouro                                                   |
| '-' Denota de Lançamentos que não entraram na tabela musical de tal país. | |                   |                   |                   |                   |                   |                   |                   |                   |                   |                   |                                                                                         |

## Ao vivo
| 1990                                                                                            | Serious Hits... Live! - Lançamento: 5 de Novembro de 1990 - Gravadora: Atlantic Records - Formato: CD,Cassete,LP                        | 2 | 11 | 5 | 5 | 2 | 51 | 1 | 9 | 16 | 2 | - 4× Platina - Platina - 2× Platina - 3× Platina - Platina - 2× Platina - 4× Platina |
| 2010                                                                                            | Going Back - Live At Roseland Ballroom, NYC - Lançamento: 29 de Outubro de 2010 - Gravadora: Edel Music - Formato: CD, Download Digital | — | —  | — | — | — | 49 | — | — | —  | — |                                                                                      |
| "—" Denota de lançamentos que não entraram na tabela musical ou não foram lançados em tal país. | |   |    |   |   |   |    |   |   |    |   |                                                                                      |

## Compilações
| Ano  | Detalhes do álbum | Melhores Posições | Melhores Posições | Melhores Posições | Melhores Posições | Melhores Posições | Melhores Posições | Melhores Posições | Melhores Posições | Melhores Posições | Melhores Posições | Certificações                                                                               |
| Ano  | Detalhes do álbum | RU                | EUA               | CAN               | AUS               | AUT               | ALE               | HOL               | NOR               | SUE               | SUI               | Certificações                                                                               |
| ---- | --- | ----------------- | ----------------- | ----------------- | ----------------- | ----------------- | ----------------- | ----------------- | ----------------- | ----------------- | ----------------- | ------------------------------------------------------------------------------------------- |
| 1998 | ...Hits - Lançamento: 6 de Outubro de 1998 - Gravadora: Atlantic Records - Formato: CD, Cassete                                            | 1                 | 18                | 1                 | 2                 | 2                 | 2                 | 1                 | 2                 | 1                 | 2                 | - 4× Platina - 4× Platina - Platina - 4× Platina - 3× Ouro - Platina - Platina - 3× Platina |
| 2004 | Love Songs: A Compilation... Old and New - Lançamento: 1 de Novembro de 2004 - Gravadora: Atlantic Records - Formato: CD, Download Digital | 7                 | 51                | 9                 | 37                | 4                 | 8                 | 6                 | 13                | 7                 | 2                 | - 2× Platina - Ouro - Platina - Platina - Platina - Ouro                                    |

## Álbuns de Remixes
| Nome   | Detalhes                                                                                           |
| ------ | -------------------------------------------------------------------------------------------------- |
| 12"ers | - Lançamento: 14 de Outubro de 1987 - Gravadora: Atlantic Records (#81847-2) - Formato: CD,Cassete |

## Trilhas Sonoras
| Ano                                                                                        | Detalhes do álbum                                                                                                 | Melhores Posições | Melhores Posições | Melhores Posições | Melhores Posições | Melhores Posições | Melhores Posições | Melhores Posições | Melhores Posições | Melhores Posições | Certificações |
| Ano                                                                                        | Detalhes do álbum                                                                                                 | RU                | EUA               | CAN               | AUS               | AUT               | ALE               | HOL               | NOR               | SUI               | Certificações |
| ------------------------------------------------------------------------------------------ | --- | ----------------- | ----------------- | ----------------- | ----------------- | ----------------- | ----------------- | ----------------- | ----------------- | ----------------- | ------------- |
| 1999                                                                                       | Tarzan - Lançamento: 18 de Maio de 1999 - Gravadora: Walt Disney Records - Formato: CD, Cassete                   | 21                | 5                 | 14                | 40                | 9                 | —                 | 22                | 32                | 11                | - Platina     |
| 2003                                                                                       | Brother Bear - Lançamento: 21 de Outubro de 2003 - Gravadora: Walt Disney Records - Formato: CD, Download Digital | —                 | 52                | —                 | —                 | 7                 | 24                | 38                | —                 | 50                |               |
| "—" Denota de álbum que não alcançou nenhuma posição na tabela ou não foi lançado no país. | |                   |                   |                   |                   |                   |                   |                   |                   |                   |               |

## Box Sets
| Nome                    | Detalhes | Posições | Certificações |
| Nome                    | Detalhes | UK       | Certificações |
| ----------------------- | --- | -------- | ------------- |
| The Platinum Collection | - Lançamento: 31 de Maio de 2004 - Gravadora: Virgin Records (#7243 8 63734 2 7) - Formato: CD, Download Digital | 4        | - Ouro        |

## Singles

### Como Artista Principal
| Ano  | Singles                                    | Melhores Posições | Melhores Posições | Melhores Posições | Melhores Posições | Melhores Posições | Melhores Posições | Melhores Posições | Melhores Posições | Melhores Posições | Certificações          | Álbum              |
| Ano  | Singles                                    | UK                | AUS               | AUT               | GER               | IRE               | NLD               | SWE               | SWI               | US                | Certificações          | Álbum              |
| ---- | ------------------------------------------ | ----------------- | ----------------- | ----------------- | ----------------- | ----------------- | ----------------- | ----------------- | ----------------- | ----------------- | ---------------------- | ------------------ |
| 1981 | "In the Air Tonight"                       | 2                 | 3                 | 1                 | 1                 | 2                 | 1                 | 1                 | 1                 | 19                | - Ouro                 | Face Value         |
| 1981 | "I Missed Again"                           | 14                | 88                | —                 | 23                | 12                | —                 | —                 | —                 | 19                |                        | Face Value         |
| 1981 | "If Leaving Me Is Easy"                    | 17                | —                 | —                 | 61                | 25                | —                 | —                 | —                 | —                 |                        | Face Value         |
| 1982 | "Thru These Walls"                         | 56                | —                 | —                 | —                 | 27                | —                 | —                 | —                 | —                 | Hello, I Must Be Going |                    |
| 1982 | "You Can't Hurry Love"                     | 1                 | 3                 | 3                 | 3                 | 1                 | 1                 | 6                 | 3                 | 10                | Hello, I Must Be Going | - Ouro             |
| 1983 | "Don't Care Anymore"                       | —                 | —                 | —                 | —                 | —                 | —                 | —                 | —                 | 39                | Hello, I Must Be Going |                    |
| 1983 | "Don't Let Him Steal Your Heart Away"      | 45                | —                 | —                 | —                 | 18                | —                 | —                 | —                 | —                 | Hello, I Must Be Going |                    |
| 1983 | "Why Can't It Wait 'Til Morning"           | 89                | —                 | —                 | —                 | —                 | —                 | —                 | —                 | —                 | Hello, I Must Be Going |                    |
| 1983 | "I Cannot Believe It's True"               | —                 | —                 | —                 | —                 | —                 | —                 | —                 | —                 | 79                | Hello, I Must Be Going |                    |
| 1984 | "Against All Odds (Take a Look at Me Now)" | 2                 | 3                 | 13                | 9                 | 1                 | 10                | 3                 | 4                 | 1                 | - Ouro - Ouro          | Against All Odds   |
| 1985 | "Easy Lover" (com Phillip Bailey)          | 1                 | 73                | 21                | 5                 | 1                 | 1                 | 10                | 8                 | 2                 | - Ouro                 | Chinese Wall       |
| 1985 | "Sussudio"                                 | 12                | 8                 | —                 | 17                | 14                | 3                 | 13                | 9                 | 1                 | - Ouro                 | No Jacket Required |
| 1985 | "One More Night"                           | 4                 | 2                 | 6                 | 10                | 4                 | 15                | —                 | 6                 | 1                 | - Prata - Ouro         | No Jacket Required |
| 1985 | "Don't Lose My Number"                     | —                 | 10                | —                 | —                 | —                 | —                 | —                 | —                 | 4                 |                        | No Jacket Required |
| 1985 | "Take Me Home"                             | 19                | 64                | —                 | —                 | 13                | —                 | —                 | —                 | 7                 |                        | No Jacket Required |
| 1985 | "Separate Lives" (com Marilyn Martin)      | 4                 | 14                | —                 | 50                | 1                 | —                 | —                 | —                 | 1                 | - Prata                | White Nights       |
| 1988 | "A Groovy Kind Of Love"                    | 1                 | 2                 | 6                 | 3                 | 1                 | 1                 | 5                 | 1                 | 1                 | - Prata - Ouro - Ouro  | Buster             |
| 1988 | "Two Hearts"                               | 6                 | 7                 | 14                | 3                 | 3                 | 5                 | —                 | 4                 | 1                 | - Prata                | Buster             |
| 1989 | "Another Day In Paradise"                  | 2                 | 11                | 2                 | 1                 | 2                 | 2                 | 1                 | 1                 | 1                 | - Prata - Ouro - Ouro  | ...But Seriously   |
| 1990 | "I Wish It Would Rain Down"                | 7                 | 11                | 26                | 8                 | 4                 | 3                 | 7                 | 8                 | 3                 |                        | ...But Seriously   |
| 1990 | "Something Happening In The Way To Heaven" | 15                | 37                | —                 | 26                | 8                 | 5                 | —                 | 26                | 4                 |                        | ...But Seriously   |
| 1990 | "That's Just The Way It Is"                | 26                | —                 | —                 | 51                | 5                 | 10                | —                 | 29                | —                 |                        | ...But Seriously   |
| 1990 | "Hang In Long Enough"                      | 34                | —                 | —                 | —                 | 27                | —                 | —                 | —                 | 23                |                        | ...But Seriously   |
| 1990 | "Do You Remember?"                         | 57                | 83                | —                 | 46                | 25                | 20                | —                 | —                 | 4                 | Serious Hits... Live   |                    |
| 1991 | "Who Said I Would"                         | —                 | —                 | —                 | —                 | —                 | —                 | —                 | —                 | 73                | Serious Hits... Live   |                    |
| 1993 | "Both Sides Of The History"                | 7                 | 41                | 22                | 12                | 21                | 9                 | 31                | 11                | 25                | Both Sides             |                    |
| 1994 | "Everyday"                                 | 15                | 66                | —                 | 35                | 26                | 37                | —                 | —                 | 24                | Both Sides             |                    |
| 1994 | "We Wait and We Wonder"                    | 45                | —                 | —                 | 52                | —                 | —                 | —                 | —                 | —                 | Both Sides             |                    |
| 1996 | "Dance into the Light"                     | 9                 | 36                | 31                | 45                | —                 | 23                | —                 | 26                | 45                |                        |                    |